# Keresztény cionizmus
A keresztény cionizmus egy olyan ideológia, amely keresztény kontextusban támogatja a zsidó nép visszatérését a Szentföldre. Hiszik, hogy a zsidók visszatérése a Szentföldre és Izrael államának 1948-as megalakulása összhangban volt a bibliai próféciákkal. A kifejezést a 20. század közepén kezdték el használni.
Néhány keresztény cionista úgy véli, hogy a zsidók izraeli összegyűlése előfeltétele Jézus második eljövetelének. A reformáció óta a protestáns körökben elterjedt az az elképzelés, miszerint a keresztényeknek aktívan támogatniuk kell a zsidók visszatérését Izrael földjére, azzal az elképzeléssel együtt, hogy arra kell őket ösztönözni, hogy keresztényekké váljanak, mint a bibliai próféciák beteljesedésének eszközét. 
A keresztény cionista mozgalom nem egységes. Vannak csoportok, akik nyíltan megpróbálják evangelizálni (megtéríteni) a zsidókat, mások pedig következetesen elutasítják ezeket a kísérleteket.

## Bibliai szövegek
Példák bibliai szövegek keresztény cionista értelmezésére:
- Ésaiás 2,2: Ez történik majd az utolsó napokban: szilárdan áll az Úr házának hegye a hegyek tetején, kiemelkedik a halmok közül; és özönlenek hozzá mind a nemzetek.

Ez a szakasz két dolgot jelent a keresztény cionisták szemében: Egyrészt a harmadik templom valamikor felépül, másrészt itt kifejeződik, hogy az egész világ nemzetei (keresztényei) Jeruzsálem / Sion / Izrael felé orientálódnak, amely alatt a keresztény cionisták önmagukat értik.
- Ezékiel 37:12: Ezt mondja az Úr, az Isten: Nézzétek, kinyitom sírjaitokat és kihozlak benneteket sírjaitokból, én népem, és elvezetlek benneteket Izrael földjére.

A soa = „sírok” kinyitása után a zsidók megalapíthatták Izrael Államot.
- Máté 24:32: Vegyetek példát a fügefáról: amikor már zsenge az ága és a levelei kihajtottak, tudjátok, hogy közel van a nyár.

A fügefa Izrael hagyományos szimbóluma. A zöld fügefa Izrael Állam 1948-as alapítása, a közeledő nyár a végidőkre utal.

## Nevezetes képviselői

### Külföldiek
| - John Adams - Arthur Balfour - Glenn Beck - William Booth - Oliver Cromwell - Ted Cruz - Jerry Falwell - Charles George Gordon | - Mike Huckabee - Alan Keyes - David Lloyd George - Martin Luther King, Jr. - Isaac Newton - Charles Spurgeon - Charles Wesley - John Wesley |

### Magyarok
- Németh Sándor[18]

## Fordítás
Ez a szócikk részben vagy egészben  a   Christian Zionism című angol Wikipédia-szócikk ezen változatának fordításán alapul.  Az eredeti cikk szerkesztőit annak laptörténete sorolja fel. Ez a jelzés csupán a megfogalmazás eredetét és a szerzői jogokat jelzi, nem szolgál a cikkben szereplő információk forrásmegjelöléseként.